# Serum
Serum, eller blodserum, er den flydende del af blod. Det fremstilles af blod f.eks. taget ved blodprøve, ved at fjerne blodceller og fibrin. Blodplasma, og dermed serum, indeholder de antistoffer, som beskytter kroppen mod infektioner. 

## Anvendelser
Serum anvendes til diagnosticering af sygdomme kaldet serologi. Ved at undersøge serum fra en patient for antistoffer imod en given bakterie, virus eller parasit, kan man konstatere om patienten har været inficeret med den. Til dette formål anvendes teknikker som f.eks. ELISA, IFA, radioimmunassay m.m. 
Serum kan bruges til at bekæmpe infektionssygdomme eller til behandling af visse forgiftninger herunder slangebid.
I dag benyttes serum sjældent til behandling, da der er stor risiko for overfølsomhedsreaktioner hos patienten. Således vil serum fremstillet af hesteblod være livsfarligt for personer, der er allergiske overfor heste.
Til celledyrkning anvendes ofte serum i de vækstmedier som cellerne lever i. Ofte bruges serum udvundet af fostre. Serum fra fostre (Føtalt serum) indeholder masser af vækstfaktorer som fremmer cellernes delingsevne, det er frit for antistoffer som kan skade cellerne og vil i mindre grad end serum fra voksne dyr kunne indeholde virus. Mange celler kan dog fint klare sig med vækstmedier som ikke indeholder føtalt serum. Føtalt serum til celledyrkning udvindes som regel fra kalvefostre ("Føtalt kalveserum", "Fetal bovine serum").